# Sondershausen
Sondershausen (pronunciación en alemán: /ˈzɔndɐsˌhaʊ̯zn̩/ⓘ) es una ciudad y capital del distrito de Kyffhäuser en el estado federado de Turingia, Alemania, situada aproximadamente a 50 km al norte de Erfurt. 
A 31 de diciembre de 2017 tenía una población de 21.768 habitantes.
Se conoce su existencia desde el año 1125, cuando se menciona en documentos de la diócesis de Maguncia. Obtuvo el estatus de ciudad en la primera mitad del siglo XIII. Hasta 1918 formaba parte del principado de Schwarzburgo-Sondershausen.

## Patrimonio
- El palacio de Sondershausen guarda colecciones de antigüedades y de historia natural. Convertido en palacio durante el Renacimiento, fue ampliado más tarde con formas barrocas (durante el periodo 1764-1771). Son de especial valor el "Salón Azul" y los jardines.
- El Viejo Palacio de los Príncipes, construido entre 1721 y 1725, fue una residencia para los Príncipes, desde 1835 hasta 1851. Ahora alberga la Oficina de Administración Distrital de Kyffhäuser.
- La Iglesia de la Trinidad barroca, de confesión evangélica, y el mausoleo de los Príncipes, construidos en 1892.

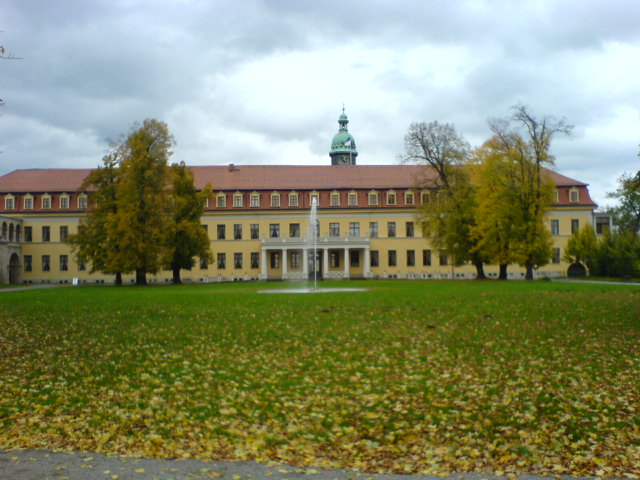
Palacio de Sondershausen.